# متوکورین
متوکورین (انگلیسی: Metocurine) متوکورین از طریق انسداد عصبی عضلانی یک شل کننده عضلانی است. این ماده به طور کامل از طریق کلیه‌ها دفع می‌شود و بنابراین نباید در بیماران مبتلا به نارسایی کلیوی استفاده شود.